# Чикаловичи
Чикаловичи (бел. Чыкалавічы) — упразднённая деревня в Комаринском сельсовете Брагинского района Гомельской области Беларуси.

## География

### Расположение
В 56 км на юг от Брагина, 12 км от железнодорожной станции Посудово (на линии Овруч — Полтава), 165 км от Гомеля, на территории Полесского радиационно-экологического заповедника.

## Транспортная сеть
Транспортные связи по просёлочной, затем автомобильной дороге Комарин — Брагин.
Планировка состоит из чуть выгнутой улицы, близкой к меридиональной ориентации. Застройка деревянными домами усадебного типа.

## История
Обнаруженное археологами городище (в 3,5 км на восток от деревни, в урочище Высокий) свидетельствует про заселение этих мест с давних времён. По письменным источникам известна с XVI века как селение в Речицком повете Минского воеводства ВКЛ. В 1567 году упомянута в описи армии Великого княжества Литовского. В Воскресенской церкви хранились метрические книги с 1770 года, имелось евангелие 1773 года киевского издания.
После 2-го раздела Речи Посполитой (1793 год) в составе Российской империи. В 1886 году находились водяная мельница, новое деревянное строение церкви, действовала церковно-приходская школа. В 1908 году в Савицкой волости Речицкого повета.
С 8 декабря 1926 года по 15 июля 1961 года центр Чикаловичского сельсовета Комаринского района Речицкого, с 9 июня 1927 года Гомельского (с 26 июля 1930 года) округов, с 20 февраля 1938 года Полесской, с 8 января 1954 года Гомельской областей.
В 1930 году организован колхоз «Ленинский путь», работали 2 ветряные мельницы и кузница.
Во время Великой Отечественной войны в июне 1943 года фашисты сожгли 190 дворов. В бою за деревню 22 сентября 1943 года отличились командир роты старший лейтенант В. Н. Зарембо и рядовой М (или Н). И. Дружинин (захватили штабной автобус противника с ценными документами, им присвоено звание Героя Советского Союза). На фронтах и в партизанской борьбе погибли 89 местных жителей. В память о погибших в 1966 году в центре деревни установлен обелиск.
В 1959 году входила в состав колхоза «Ленинский путь» (центр — деревня Колыбань).
20 августа 2008 года деревня упразднена.

## Население
После катастрофы на Чернобыльской АЭС и радиационного загрязнения жители (130 семей) переселены в 1986 году в чистые места.

### Динамика
- 1795 год — 2 двора
- 1850 год — 31 двор
- 1886 год — 63 двора, 370 жителей
- 1897 год — дворов, жителей (согласно переписи)
- 1908 год — 108 дворов, 433 жителя
- 1940 год — 215 дворов, 780 жителей
- 1959 год — 727 жителей (согласно переписи)
- 1986 год — жители (130 семей) переселены

## Достопримечательности
- Городище периода раннего железного века 1 — е тыс. до н. э., расположено в 5 км к востоку от деревни, урочище Высокое
- Памятник землякам. В память о 89 жителях, погибших в Великую Отечественную войну. В 1966 году установлен обелиск.
- Могила жертвам фашизма. Похоронено 24 мирных жителя деревни Чикаловичи, погибших от немецко-фашистских захватчиков в сентябре 1943 года.

## Известные уроженцы
- Ващенко Гавриил Харитонович — народный художник Беларуси, монументалист, живописец[2]